# Середино-Будська міська рада
Середи́но-Бу́дська міська́ ра́да — орган місцевого самоврядування в Середино-Будському районі Сумської області. Адміністративний центр — місто Середина-Буда.

## Загальні відомості
- Населення ради: 8 276 осіб (станом на 2001 рік)

## Населені пункти
Міській раді підпорядковані населені пункти:
- м. Середина-Буда
- с. Винторівка
- с-ще Прогрес
- с-ще Рудак
- с-ще Зарічне
- с. Сорокине
- с. Хлібороб
- с. Шалимівка

### Колишні населені пункти
- с. Полянка, зняте з обліку 1988 року

## Склад ради
Рада складається з 30 депутатів та голови.
- Голова ради: Ген Олександр Григорович

### Керівний склад попередніх скликань
| Прізвище, ім'я, по батькові    | Основні відомості                                                       | Дата обрання | Дата звільнення |
| ------------------------------ | ----------------------------------------------------------------------- | ------------ | --------------- |
| Харитоненко Микола Олексійович | Міський голова, 1968 року народження, безпартійний                      | 26.03.2006   | 31.10.2010      |
| Ген Олександр Григорович       | Міський голова, 1974 року народження, освіта вища, член Партії регіонів | 31.10.2010   |                 |

Примітка: таблиця складена за даними сайту Верховної Ради України

### Депутати
За результатами місцевих виборів 2010 року депутатами ради стали:

#### За суб'єктами висування
| Суб'єкт висування           | Кількість обраних депутатів | %    |
| --------------------------- | --------------------------- | ---- |
| Партія регіонів             | 20                          | 66,7 |
| Народна партія              | 5                           | 16,7 |
| Єдиний Центр                | 3                           | 10   |
| Комуністична партія України | 2                           | 6,7  |

#### За округами
| № округу                    | Прізвище, ім'я, по батькові     | Дата визнання обраним | Освіта             | Партійна приналежність            | Відомості про обраного депутата |
| --------------------------- | ------------------------------- | --------------------- | ------------------ | --------------------------------- | --- |
| Єдиний Центр                |                                 |                       |                    |                                   | |
| б/м                         | Ковальова Любов Василівна       | 04.11.2010            | середня            | член Єдиного Центру               | НАСК «Оранта», начальник |
| б/м                         | Романенко Лариса Іванівна       | 04.11.2010            | середня            | позапартійна                      | ПП «Гончарова», технолог |
| 2                           | Глушенкова Лідія Іванівна       | 04.11.2010            | вища               | позапартійна                      | ТОВ Торговий дом «Полісся», бухгалтер |
| Комуністична партія України |                                 |                       |                    |                                   | |
| б/м                         | Міхралієв Альберт Алібегович    | 04.11.2010            | вища               | член Комуністичної партії України | пенсіонер |
| б/м                         | Разуваєв Валентин Федорович     | 04.11.2010            | середня            | член Комуністичної партії України | пенсіонер |
| Народна Партія              |                                 |                       |                    |                                   | |
| б/м                         | Плужников Олександр Миколайович | 04.11.2010            | вища               | член Народної партії              | Державне підприємство «Середино-Будський лісгосп», начальник відділу маркетингу |
| б/м                         | Шелудяк Тарас Анатолійович      | 04.11.2010            | вища               | позапартійний                     | приватний підприємець |
| 4                           | Лєбєдєв Леонід Сергійович       | 04.11.2010            | вища               | член Народної партії              | приватний підприємець, директор |
| 7                           | Кузьменко Олександр Іванович    | 04.11.2010            | вища               | член Народної партії              | Державне підприємство «Лісгосп», інженер |
| 9                           | Рубін Андрій Борисович          | 04.11.2010            | вища               | позапартійний                     | Середино-Будський районний центр зайнятості, директор |
| Партія регіонів             |                                 |                       |                    |                                   | |
| б/м                         | Фролов Микола Вікторович        | 04.11.2010            | середня            | член Партії регіонів              | приватний підприємець |
| б/м                         | Єрьоменко Петро Борисович       | 04.11.2010            | середня            | член Партії регіонів              | тимчасово не працює |
| б/м                         | Шевцов Віталій Вікторович       | 04.11.2010            | середня            | член Партії регіонів              | приватний підприємець |
| б/м                         | Мордасова Марина Вікторівна     | 04.11.2010            | вища               | член Партії регіонів              | Середино-Будська міська рада, спеціаліст |
| б/м                         | Макаренко Андрій Миколайович    | 04.11.2010            | вища               | член Партії регіонів              | Середино-Будська комплексна дільниця Шосткінського РЕМ ВАТ «Сумиобленерго», начальник |
| б/м                         | Косачев Олег Володимирович      | 04.11.2010            | вища               | член Партії регіонів              | приватний підприємець |
| б/м                         | Кисельов Сергій Вікторович      | 04.11.2010            | вища               | член Партії регіонів              | Середино-Будська районна рада, консультант |
| б/м                         | Матросов Сергій Віталійович     | 04.11.2010            | вища               | член Партії регіонів              | Серердино-Будська Райдержадміністрація, головний спеціаліст |
| б/м                         | Федорова Любов Михайлівна       | 04.11.2010            | середня            | член Партії регіонів              | Середино-Будський Будинок дітей та юнацтва, керівник гуртка |
| 1                           | Калашников Михайло Павлович     | 04.11.2010            | вища               | позапартійний                     | Середино-Будський районний відділ Управління Міністерства внутрішніх справ, заступник начальникаСередино-Будського районного відділу Управління Міністерства внутрішніх справ, начальник слідчого відділення |
| 3                           | Ющенко Олександр Анатолійович   | 04.11.2010            | вища               | позапартійний                     | Середино-Будський територіальний центр по обслуговуванню пенсіонерів, директор |
| 5                           | Ковальова Олена Михайлівна      | 04.11.2010            | вища               | позапартійна                      | приватний підприємець, директор |
| 6                           | Дробний Микола Михайлович       | 04.11.2010            | середня спеціальна | позапартійний                     | Середино-Будська Миколаївська церква, настоятель |
| 8                           | Загорський Олег Станіславович   | 04.11.2010            | вища               | позапартійний                     | Середино-Будська міська рада, секретар міської ради |
| 10                          | Ращепкіна Надія Іллівна         | 04.11.2010            | середня            | позапартійна                      | приватний підприємець Колєнікова Н. Є., майстер з благоустрою |
| 11                          | Новік Галина Данилівна          | 04.11.2010            | вища               | позапартійна                      | Середино-Будська ЦРЛ, лікар-стоматолог |
| 12                          | Усіков Віктор Іванович          | 04.11.2010            | середня спеціальна | член Партії регіонів              | Середино-Будський райавтодор, начальник |
| 13                          | Ананьєва Надія Олексіївна       | 04.11.2010            | вища               | позапартійна                      | загальноосвітня школа № 2, вчитель |
| 14                          | Гончаров Микола Іванович        | 04.11.2010            | середня            | член Партії регіонів              | приватний підприємець, директор |
| 15                          | Ванін Євген Іванович            | 04.11.2010            | середня спеціальна | член Партії регіонів              | тимчасово не працює |